# روبرتو كاستيلانوس
روبرتو كاستيلانوس (بالإسبانية: Roberto Castellanos)‏ هو منافس ألعاب قوى سلفادوري، ولد في 7 أكتوبر 1950، وتوفي في 1980.

## وصلات خارجية
- روبرتو كاستيلانوس على موقع أوليمبيديا (الإنجليزية)